# Лармор-Плаж
Лармор-Плаж (фр. Larmor-Plage) — коммуна на северо-западе Франции, находится в регионе Бретань, департамент Морбиан, округ Лорьян, кантон Плёмёр. Расположена в 4 км к югу от Лорьяна, в 8 км от национальной автомагистрали N165, в месте впадения реки Блаве в Бискайский залив.
Коммуна образована в 1925 году после отделения от Плёмёра.
Население (2019) — 8 319 человек.

## Достопримечательности
- Готическая церковь Нотр-Дам XIV—XVII веков
- Форт Керневель на одноимённом мысе — бывший редут XVIII века, переделанный гитлеровцами во время Второй мировой войны в военно-морскую базу; сейчас — база ВМФ Франции
- Виллы Керневеля: Керозен, Керлилон и Кер Маргарет — комплекс из трех вилл, построенных в конце XIX века; местные жители называют его «сардинный замок», поскольку его строительство связано с Огюстеном Уизилем, банкиром из Лорьяна и владельцем фабрик по производству консервов из сардин. Крупнейшая из вилл, Керлилон, иначе называемая «Адмиралтейство», в 1940 году была конфискована немцами и стала резиденцией контр-адмирала Деница. Виллы Керозен и Керлилон сейчас принадлежат ВМФ Франции, последняя используется в качестве резиденции командующего флотом. В вилле Кер Маргарет размещается популярный бар.
- Протяженные песчаные пляжи на морском побережье

## Экономика
Структура занятости населения:
- сельское хозяйство — 0,4 %
- промышленность — 5,4 %
- строительство — 1,7 %
- торговля, транспорт и сфера услуг — 63,1 %
- государственные и муниципальные службы — 29,4 %

Уровень безработицы (2018) — 12,4 % (Франция в целом — 13,4 %, департамент Морбиан — 12,1 %). 

Среднегодовой доход на 1 человека, евро (2018) — 28 220 (Франция в целом — 21 730, департамент Морбиан — 21 830).

## Демография
Динамика численности населения, чел.

## Администрация
Пост мэра Лармор-Плажа с 2020 года занимает Патрис Тальтон (Patrice Valton). На муниципальных выборах 2020 года возглавляемый им правый список победил во 2-м туре, получив 40,15 % голосов (из четырёх списков).
| Период | Период | Фамилия        | Партия                  | Примечания                                |
| ------ | ------ | -------------- | ----------------------- | ----------------------------------------- |
| 1965   | 1977   | Эжен Ремийи    |                         | табачник, депутат Европейского парламента |
| 1977   | 1989   | Эдмон Ле Кос   | Разные правые           | работник Торгово-промышленной палаты      |
| 1989   | 2001   | Жорж Жегузо    | Социалистическая партия | член Генерального совета департамента     |
| 2014   | 2020   | Виктор Тоннер  | Разные правые           | производитель парусов                     |
| 2020   |        | Патрис Вальтон | Разные правые           | адвокат                                   |

## Города-побратимы
- Йол, Ирландия
- Калафель, Испания

## Галерея

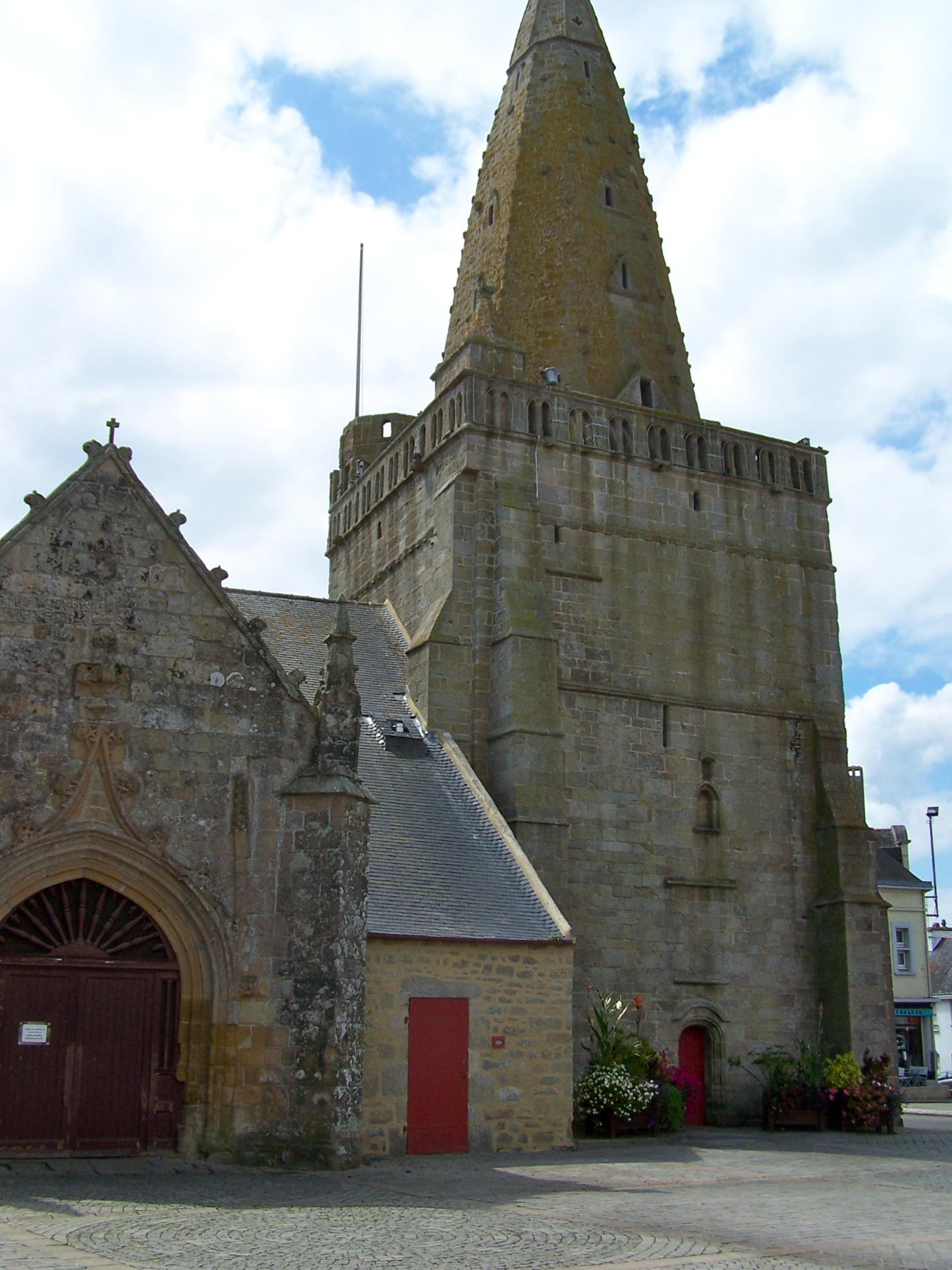
Церковь Нотр-Дам
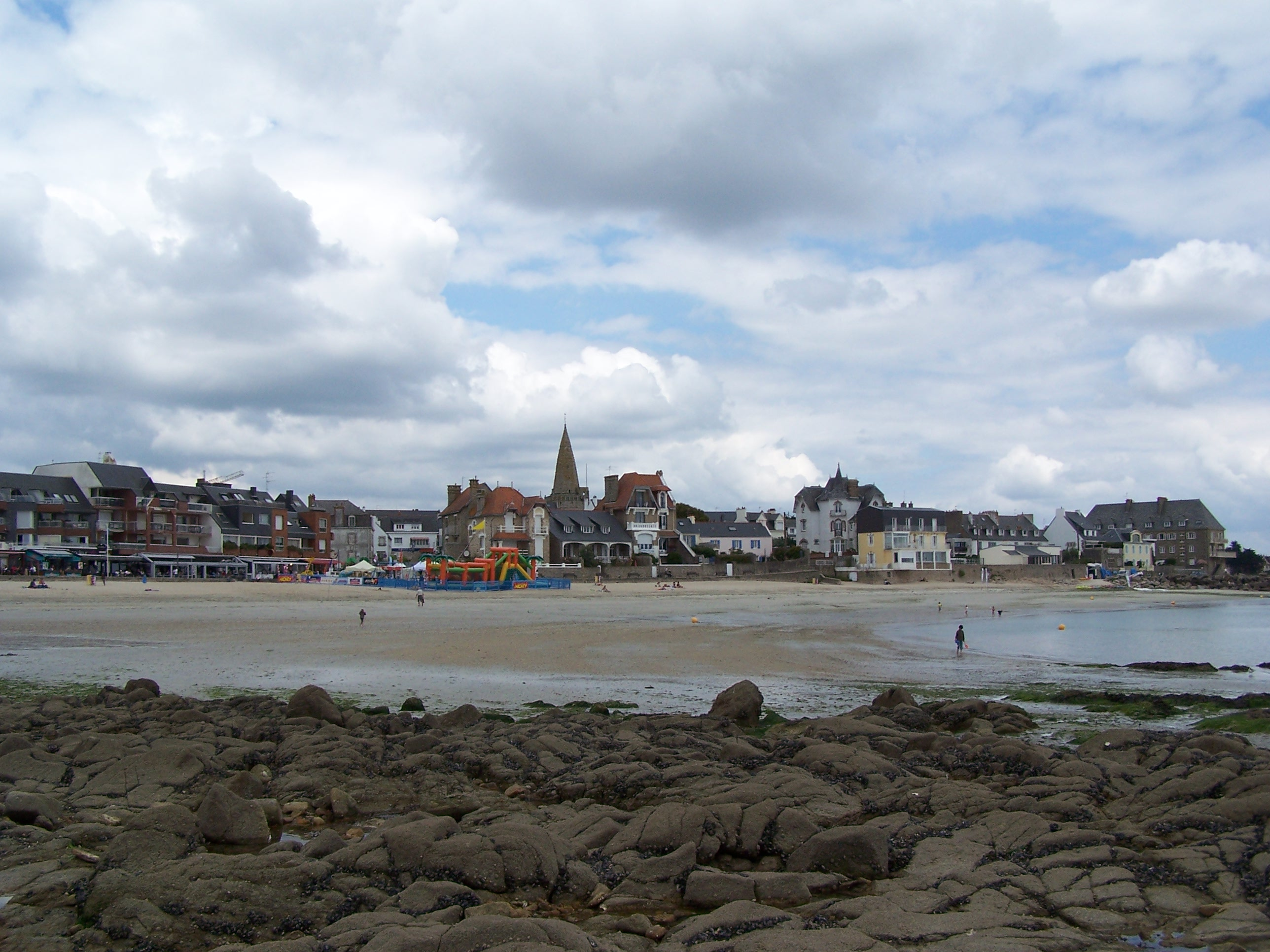
Вид на Лармор-Плаж с моря
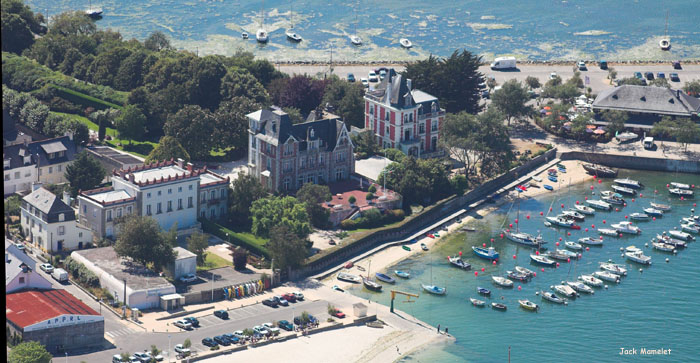
Виллы Керневеля
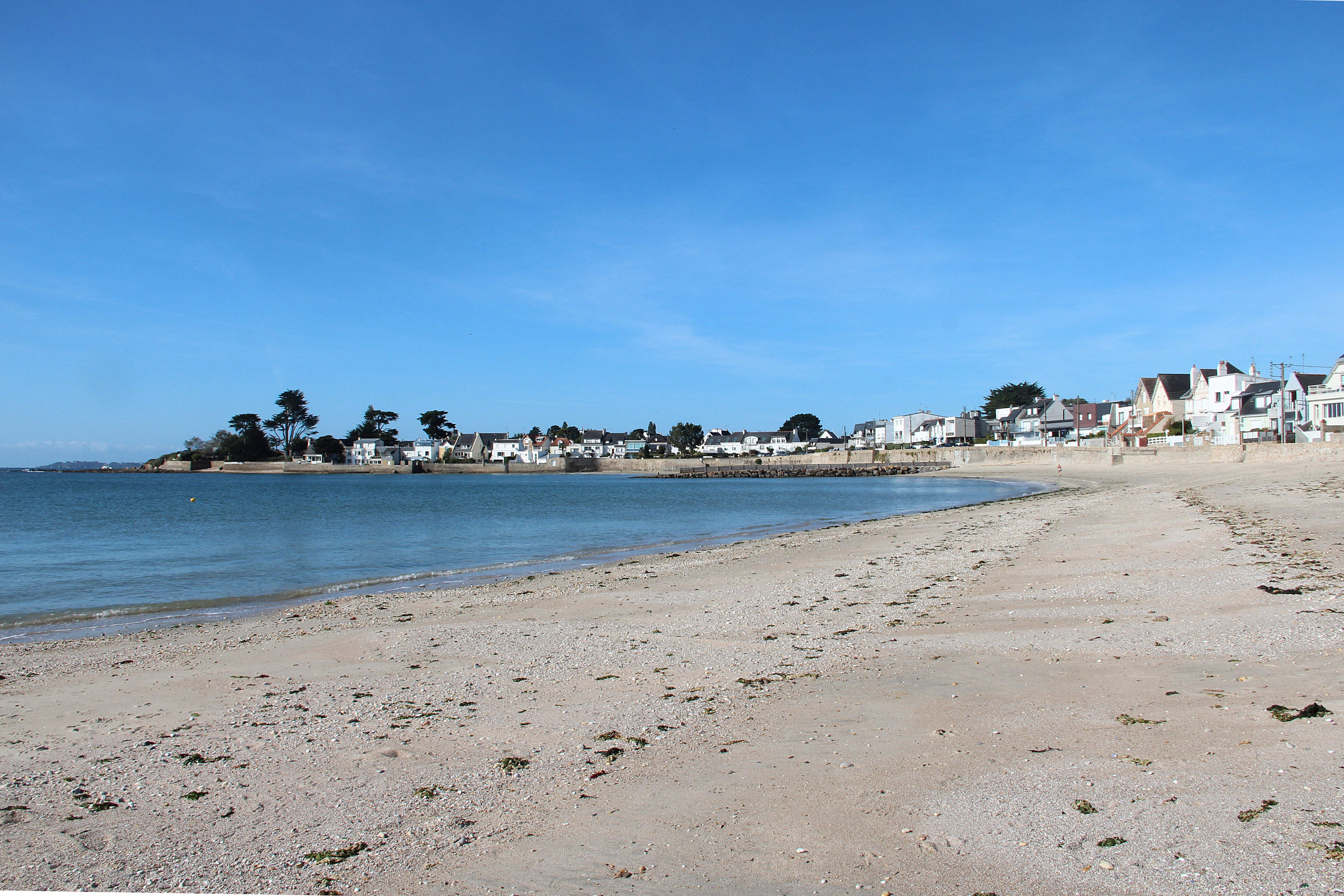
Пляж Нурригель